# Ladislau Kubala Stecz
László Kubala Stecz, també conegut com a Ladislau, Ladislav o Ladislao (versions catalana, eslovaca i castellana, respectivament, del seu nom en hongarès; Budapest, 10 de juny del 1927 - Barcelona, 17 de maig del 2002), va ser un futbolista i entrenador de futbol d'origen eslovacohongarès, considerat un dels millors jugadors de la història (juntament amb Di Stéfano, Pelé, Cruyff, Messi o Maradona) i una de les més rellevants figures de la història del FC Barcelona. Durant la seva carrera al Barça marcà 194 gols oficials en 256 partits i 87 gols no oficials en 101 partits (un total de 281 gols en 357 partits). Forma part de la llista dels 50 millors jugadors europeus de futbol del segle XX elaborada per experts i historiadors de la FIFA i publicada per l'IFFHS el 2004. El 1999, durant les celebracions del centenari del Barça, una enquesta feta entre els seguidors del club el declarà com el millor jugador de la història del club.
Després de retirar-se va ser entrenador del FC Barcelona en dues ocasions (temporades 1962/1963 i 1980/1981), a més de ser l'entrenador de les seleccions espanyoles absoluta i de l'olímpica, entre d'altres.
Kubala era un davanter amb grans qualitats de passador, així com una rara habilitat en el regat, combinant ritme i velocitat. La compostura de Kubala en la finalització, així com la seva potència de xut també van ser qualitats molt lloades. A més, és un dels grans especialistes en el llançament de faltes directes de tota la història, capaç de llançar la pilota amb velocitat i precisió.

## Biografia

### Infància i joventut
Kubala va néixer a Budapest. La seva mare, Anna Stecz, una obrera a una fàbrica, tenia orígens polonesos, eslovacs i hongaresos, mentre que el pare, Pál Kubala Kurjas, un paleta, pertanyia a la minoria eslovaca d'Hongria. Per això Kubala es descrivia a si mateix com a cosmopolita. Començà la seva carrera com a jugador juvenil al Ganz TE, l'equip d'una fàbrica que jugava a la tercera divisió hongaresa. Als onze anys jugava en equips on els seus companys tenien tres a cinc anys més. Amb 18 anys va ser contractat pel Ferencváros TC, on l'entrenador era Sándor Kocsis. El 1946 es traslladà a Txecoslovàquia, suposadament per evitar el servei militar, i s'uní al ŠK Slovan Bratislava. El 1947 Kubala es casà amb Anna Viola Daučík, la germana del seleccionador txecoslovac, Ferdinand Daučík. El 1948 tornà a Hongria, de nou suposadament per evitar el servei militar, i s'uní al Vasas SC.

### Refugiat
El gener de 1949, quan Hongria esdevingué un estat comunista, Kubala fugí del país a la caixa d'un camió. Inicialment arribà a la zona austríaca ocupada pels Estats Units; des d'on es traslladà a Itàlia. Jugà una breu temporada al Pro Patria. Al maig de 1949 arribà a un acord per jugar amb el Torino FC en un amistós contra el SL Benfica, però no hi va poder anar perquè es va posar malalt. Al viatge de tornada de Lisboa l'avió que portava el Torino s'estavellà als turons de Superga, causant la mort de les 31 persones que hi viatjaven.
Mentrestant la Federació Hongaresa de Futbol l'acusà de trencament de contracte, abandonament del país sense permís i que no havia fet el servei militar. La FIFA els donà la raó i imposà al jugador un any de sanció. El gener de 1950 Kubala, juntament amb Ferdinand Daučík com a entrenador, formà el seu propi equip, el Hungaria, format per companys refugiats que fugien de l'Europa Oriental. L'estiu de 1950 l'equip arribà a Espanya per jugar uns partits amistosos contra un Madrid XI, un Espanya XI i el RCD Espanyol.
Durant aquests partits, Kubala va ser seguit tant pel Reial Madrid com per Josep Samitier, llavors cap d'observadors del CF Barcelona. Kubala va rebre una oferta del Madrid, però va ser convençut per Samitier perquè signés pel CF Barcelona. S'ha suggerit que Samitier usà les seves connexions amb el règim de Franco per arranjar el traspàs. Enmig de la Guerra Freda, la fugida de Kubala a l'oest va ser usada propagandísticament pel franquisme, fent-se una pel·lícula sobre la història, Los ases buscan la paz (1955), on Kubala i Samitier s'interpretaven a si mateixos.

### El Futbol Club Barcelona

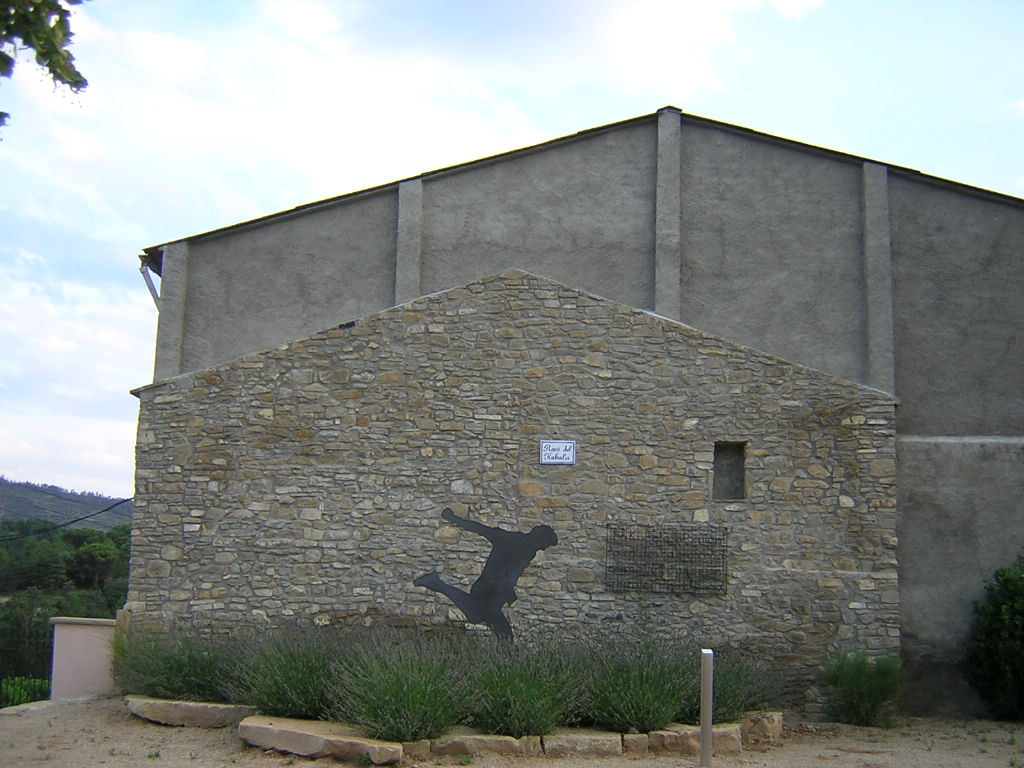
El Racó del Kubala, al Parc del Serrat de Monistrol de Calders

Ladislau Kubala, jugador fort i ros, va fitxar l'any 1950 pel FC Barcelona durant la presidència d'Agustí Montal i Galobart. Aquest fitxatge va ser aconsellat per Samitier, i formava part de l'acord amb Ferdinand Daučík, que seria l'entrenador del Barcelona. Després d'arribar a Catalunya va passar quasi un any reclòs a Monistrol de Calders, oficialment per tal de guarir una malaltia pulmonar. A l'any que estigué a Monistrol de Calders, va vestir en diverses avinenteses, sempre en partits amistosos, la samarreta de l'AE Monistrolenca. L'acompanyaren d'altres jugadors del FC Barcelona, com, per exemple, l'Aloy, en Basora o, anys més tard, l'Eladi. En dos amistosos jugats contra el Frankfurter S.V., guanyats pel Barcelona per 4-1 i per 10-1, Kubala marcà sis gols i en donà cinc més. També jugà a la Copa del Generalíssim, que el club guanyà el 1951. No va poder debutar a la Lliga fins al 1951.
Kubala aviat es va erigir com el líder indiscutible del Barça de les Cinc Copes que assolí els cinc títols de la temporada 1951-1952. A la Lliga 1951-52, Kubala marcà 26 gols en dinou partits: això inclou set gols en un partit contra l'Sporting de Gijón (9-0), 5 contra el Celta de Vigo i hat-trics contra el Sevilla FC i el Racing de Santander. Els seus set gols contra l'Sporting segueixen sent el 2012 el rècord de més gols marcats en un únic partit de la Lliga. Entrenat per Daucik i amb companys com Emilio Aldecoa, Velasco, Joan Segarra, Basora, Eulogio Martínez, César i Ramallets, el Barça guanyaria la Lliga 1951-52, la Copa del Generalíssim, la Copa Llatina, la Copa Eva Duarte i el Trofeu Martini & Rossi. Una tècnica depurada, una habilitat extraordinària de protegir la pilota i un canvi de ritme portentós, tot plegat unit al seu extraordinari físic, el van catapultar a ser una de les figures més rellevants de l'època. La seva fama el convertí en un ídol de l'afició blaugrana i gràcies a ell, el Barça va poder construir un nou estadi (el Camp Nou) per encabir la gran quantitat de seguidors i socis que el volien veure evolucionar sobre la gespa.
Kubala va perdre's la major part de la Lliga 1952-53 a causa d'una tuberculosi, que amenaçà fins i tot amb acabar amb la seva carrera com a jugador. Però reeixí recuperar-se miraculosament i tornà per ajudar el Barça a reconquerir de nou la Lliga i la Copa del Generalísimo. De nou marcà a la final de la Copa, guanyada per 2-1 contra l'. Durant aquest període amb el Barça marcà un total de 14 hat-tricks.
El 1958 Kubala va convèncer dos refugiats hongaresos, Sándor Kocsis i Zoltán Czibor, perquè s'unissin a ell al FC Barcelona. Juntament amb un jove formaren el nucli de l'equip que guanyaria el doblet de Lliga-Copa el 1959 i la Lliga i la Copa de Fires el 1960. Però Kubala no tenia la confiança del nou entrenador, Helenio Herrera, i va perdre el seu lloc a l'equip, que va perdre la semifinal de la Copa d'Europa de 1960 contra el Reial Madrid, que el Barça perdria per 6-2. Helenio Herrera seria destituït i Kubala tornà a l'equip. A la següent edició de la Copa d'Europa, el Barça seria el primer equip a eliminar el Real Madrid, guanyant per 4-3, i va arribar a la final. Kubala va jugar com a titular la final de la Copa d'Europa de 1961, que el Barça va perdre contra el Benfica per 2 a 3 al Wankdorf Stadium de Berna, la primera final de la Copa d'Europa que jugava el Barça.
Kubala es retirà breument com a jugador el 1961 i començà a entrenar equips inferiors al Barça, abans de ser l'entrenador del primer equip a la temporada 62-63, però després de perdre a la Copa de Fires contra l'Estrella Roja de Belgrad, va ser destituït.
Amb el FC Barcelona va conquerir quatre Lligues, cinc Copes d'Espanya, dues Copes de Fires i una Copa Llatina.

### Ídol a Barcelona
Durant la seva època com a jugador al Futbol Club Barcelona, es va guanyar gran part dels ciutadans de Barcelona, per la seva personalitat i la seva capacitat per mostrar-se proper a l'afició. Es diu que se'l veia pels carrers de Barcelona com un ciutadà més. També es veu reflectit el seu amor per la ciutat i per Catalunya amb frases com: «M'agrada guanyar partits per veure la cara dels catalans a l'endemà».

### Carrera com a entrenador
A començament dels anys seixanta Kubala va fitxar per l'Espanyol ja en ple declivi de la seva carrera com a jugador i va actuar també com a entrenador, on coincidí amb Alfredo Di Stéfano. Durant el seu període a l'Espanyol va fer debutar el seu fill, Branko, a la Lliga, que així va ser el jugador més jove que mai ha debutat en competició oficial.
El 1966 fitxà pel FC Zürich, de nou com a jugador/entrenador, i va jugar per darrer cop a la Copa d'Europa contra el vigent campió, el Celtic FC. El 1967 Kubala marxà al Canadà, on hi va haver una mena de «reunió de família» al Toronto Falcons, on coincidí amb el seu sogre Ferdinand Daučík, el cunyat Yanko Daucik i el fill Branko.
A la fi de 1968 tornà a entrenar a Espanya, i després d'una breu estada al Córdoba CF, fins que va ser nomenat seleccionador espanyol. Kubala aconseguí finalitzar una absència de dotze anys al Mundial i aconseguir la classificació per l'edició disputada a l'Argentina el 1978, tot i que no passaren de la primera fase. També va entrenar l'equip espanyol a la Eurocopa 80, on també caigueren eliminats a la primera ronda.
El 1980 tornà al FC Barcelona com a entrenador per un breu període, abans de marxar cap a l'Aràbia Saudita, on entrenà l'Al-Hilal. Posteriorment tornaria a Espanya, on entrenaria l'Elx CF, el Real Múrcia i el CD Málaga, a qui faria campió de la Segona Divisió el 1988. El seu darrer destí com a entrenador va ser la selecció del Paraguai.

### Carrera internacional
Al llarg de la seva dilatada carrera esportiva, Kubala va defensar els colors de quatre seleccions reconegudes per la FIFA: Eslovàquia, Hongria, Txecoslovàquia i Espanya, a més d'alguns amistosos amb la selecció catalana.
Mentre que jugava amb el ŠK Slovan Bratislava, jugà sis partits i marcà quatre gols per Txecoslovàquia entre 1946 i 1947. En tornar a Budapest el 1948, jugà tres partits amb la selecció hongaresa, tot i que no aconseguí marcar cap gol. Després d'adoptar la nacionalitat espanyola, jugà en dinou ocasions i marcà onze gols per la selecció espanyola entre 1953 i 1961. El novembre de 1957 marcà un hat-trick en un partit contra Turquia (3-0) Malgrat haver jugat amb tres seleccions diferents, Kubala mai no jugà cap fase final de cap competició internacional. Formà part de la selecció espanyola que participà en el Mundial Xile'62, però no arribà a debutar a causa d'una lesió.
A més, Kubala jugà a la selecció Europea i a la selecció catalana: el 21 d'octubre de 1953, Anglaterra juga contra un combinat europeu a l'estadi de Wembley per celebrar el 90è aniversari de l'FA, marcant dos gols (4-4). A més jugà 4 partits i marcà 4 gols amb la selecció catalana. El 26 de gener de 1955, en un partit contra el Bologna FC a Les Corts, en un partit on també jugà Alfredo Di Stéfano, Kubala marcà 2 gols i Di Stéfano un tercer, en un resultat final de 6-2. el seu darrer partit amb la selecció va ser el 4 de març de 1993 a l'estadi olímpic Lluís Companys, Kubala jugà de manera testimonial els 10 primers minuts amb 65 anys.
Morí a Barcelona i fou sebollit al Cementiri de les Corts, al costat del Camp Nou.

## Kubala a la cultura popular

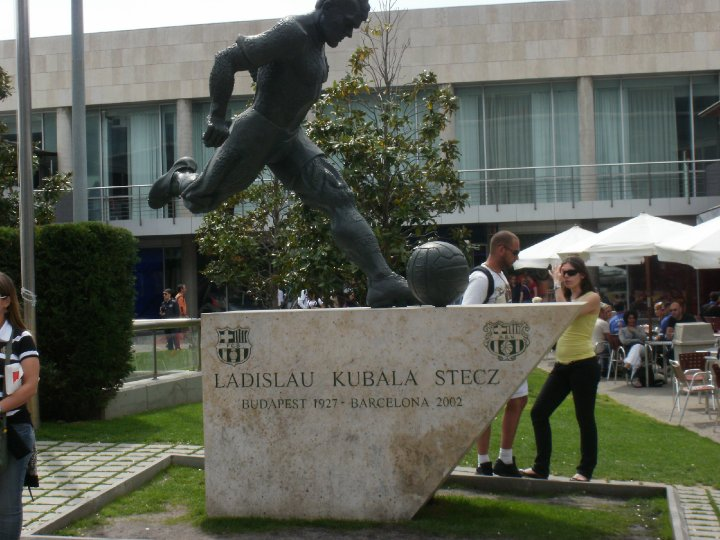
Monument a Kubala al Camp Nou

- El 24 de setembre de 2009, es va inaugurar al Camp Nou, una estàtua en honor seu.[16]
- A la cançó «Temps era temps», Joan Manel Serrat evoca records d'infantesa, entre ells la davantera del Barça, formada per Basora, César, Kubala, Moreno i Manchón.
- Joan Manel Serrat li dedicà una cançó, «Kubala».
- El programa de TV3 Aquest any, Cent!, dedicà un programa íntegre a la figura de Kubala.
- El programa esportiu de Catalunya Ràdio Tot Gira creà el trofeu Gol Kubala a la temporada 2008-09. Escollit per votació popular entre les propostes setmanals fetes per Pol Gustens i Ricard Torquemada, es fa una tria setmanal, mensual i de la temporada. L'objectiu és distingir un gol espectacular, de qualitat, tant per la seva execució, com per la jugada que el precedeix. Els guanyadors han estat Cleber Santana (2008-09), Soldado (2009-10) i Wayne Rooney (2010-11)[17]

## Trajectòria en clubs
| Període   | Club         | Condició                            | Títols assolits                                         |
| --------- | ------------ | ----------------------------------- | ------------------------------------------------------- |
| 1950-1961 | FC Barcelona | Jugador                             | Lliga (4) - Copa (5)- Copa Fires (2) - Copa Llatina (1) |
| 1961-1962 | FC Barcelona | Director de l'escola de futbolistes | -                                                       |
| 1962-1963 | FC Barcelona | Entrenador                          | -                                                       |
| 1963-1964 | RCD Espanyol | Jugador                             | -                                                       |
| 1964-1965 | RCD Espanyol | Entrenador                          | -                                                       |
| 1965-1966 | Elx CF       | Entrenador                          | -                                                       |
| 1980-1981 | FC Barcelona | Entrenador                          | -                                                       |